# Willy Moser
Willy Moser (Salisburgo, 2 aprile 1941 – Roma, 2 novembre 1994) è stato un attore, doppiatore e direttore del doppiaggio austriaco naturalizzato italiano.

## Biografia
Originario dell'Austria, Moser inizia l'attività come attore nel teatro dialettale italiano, all'interno della Compagnia di Cesco Baseggio, sia nelle opere goldoniane che in altri lavori in dialetto veneto, recitando di frequente anche nelle versioni televisive Rai delle stesse commedie teatrali.
Fondatore della società di doppiaggio Mops Film, è noto per aver prestato la sua voce in numerosi cartoni animati; tra i suoi ruoli più noti, Shaggy Rogers in Scooby Doo e Luca Tortuga (a cui dava un accento francese). È stato inoltre la prima voce italiana di Kermit la rana nel Muppet Show e uno dei doppiatori di Bugs Bunny, che ha doppiato in televisione dal 1979 al 1981 e successivamente, in alcune occasioni, tra il 1988 e il 1990.Ha inoltre doppiato Asterix nei due film Asterix contro Cesare e Asterix e la pozione magica.
Moser morì a Roma il 2 novembre 1994, all'età di 53 anni, a causa di un tumore del fegato.

## Teatro
- Il bugiardo di Carlo Goldoni, regia di Cesco Baseggio. Compagnia goldoniana di Cesco Baseggio, Teatro Nuovo di Verona (1957)[3]
- Chi la fa l'aspetta di Carlo Goldoni, regia di Carlo Lodovici. Compagnia goldoniana di Cesco Baseggio, Teatro Nuovo di Venezia (1959)[4]
- El moroso de la nona di Giacinto Gallina, regia di Cesco Baseggio. Compagnia goldoniana di Cesco Baseggio, Teatro Valle di Roma (1960)[4]
- Le baruffe chiozzotte di Carlo Goldoni, regia di Carlo Lodovici. Compagnia goldoniana di Cesco Baseggio, Politeama Genovese di Genova (1960)[5]
- La buona madre di Carlo Goldoni, regia di Cesco Baseggio. Compagnia goldoniana di Cesco Baseggio, Teatro Nuovo di Trieste (1960)[6]
- Zelinda e Lindoro di Carlo Goldoni, regia di Cesco Baseggio. Compagnia goldoniana di Cesco Baseggio, Teatro Vittorio Alfieri di Torino (1960)[7]
- I rusteghi di Carlo Goldoni, regia di Cesco Baseggio. Compagnia goldoniana di Cesco Baseggio, Teatro Carignano di Torino (1961)[8]
- Il prete rosso di Giuseppe Maffioli, regia di Cesco Baseggio. Compagnia goldoniana di Cesco Baseggio (1962)[9]
- El povaro soldato di Ruzante, regia di Giuseppe Maffioli. Castello di Asolo (1963)[10]
- Papa Sarto di Giuseppe Maffioli, regia di Cesco Baseggio. Compagnia goldoniana di Cesco Baseggio, Teatro delle Vittorie di Roma (1964)[11]
- La serva amorosa di Carlo Goldoni, regia di Cesco Baseggio. Compagnia goldoniana di Cesco Baseggio (1964)[11]
- Sior Todero brontolon di Carlo Goldoni, regia di Cesco Baseggio. Compagnia goldoniana di Cesco Baseggio (1964)[12]
- Il nostro prossimo di Alfredo Testoni, regia di Carlo Lodovici. Compagnia goldoniana di Cesco Baseggio (1966)[13]
- Una luna per i bastardi di Eugene O'Neill, regia di Luigi Tani. Compagnia dell'Atto, Teatro Gobetti di Torino (1972)[14]
- La legge è (quasi) uguale per tutti di Mario Landi e Carlo Nistri, regia di Mario Landi. Teatro de' Servi di Roma (1973)[15]
- Il signor Okins, di Mario Angelo Ponchia. Teatro de' Servi di Roma (1974)[16]                         **” L’arte della commedia “ di Eduardo De Filippo.Rai radio televisione italiana 1976

## Filmografia

### Cinema
- La signora è stata violentata, regia di Vittorio Sindoni (1973)
- Scuola di ladri, regia di Neri Parenti (1986)

### Televisione
- Carlo Gozzi – film TV, regia di Carlo Lodovici (1962)[17]
- Breve gloria di mister Miffin – miniserie TV, regia di Anton Giulio Majano (1967)
- Non è facile uccidere – film TV , regia di Eugenio Plozza (1970)[18]
- I racconti di padre Brown – miniserie TV, regia di Vittorio Cottafavi (1970)
- L'esercito di Scipione – miniserie TV, regia di Giuliana Berlinguer (1977)[19]
- La gatta– miniserie TV, regia di Leandro Castellani (1978)
- Il sottoscritto Giuseppe Donati all'alta corte di giustizia, regia di Leandro Castellani (1983)

## Prosa televisiva Rai
- Il bugiardo di Carlo Goldoni, regia di Cesco Baseggio e Giancarlo Galassi Beria, trasmessa l'8 maggio 1957.
- Il geloso avaro di Carlo Goldoni, regia di Cesco Baseggio e Lino Procacci, trasmessa il 17 febbraio 1958.
- Chi la fa l'aspetti ossia i chiassetti del Carneval di Carlo Goldoni, regia di Carlo Lodovici e Stefano De Stefani, trasmessa il 7 aprile 1959.
- Sior Tita Paron di Gino Rocca, regia di Carlo Lodovici, trasmessa il 28 dicembre 1962.[20]
- El moroso de la nona di Giacinto Gallina, regia di Cesco Baseggio e Fernanda Turvani, trasmessa l'8 gennaio 1960.
- Le baruffe chiozzotte di Carlo Goldoni, regia di Cesco Baseggio e Vittorio Brignole, trasmessa il 26 febbraio 1960.
- Zelinda e Lindoro di Carlo Goldoni, regia di Giuseppe Di Martino, Cesco Baseggio e Giancarlo Galassi Beria, trasmessa l'11 aprile 1962.
- Ricordo di due lunedì, regia di Sergio Velitti, trasmessa il 28 ottobre 1964.
- I rusteghi di Carlo Goldoni, regia di Cesco Baseggio e Italo Alfaro, trasmessa il 27 novembre 1964.
- Sior Todero brontolon di Carlo Goldoni, regia di Cesco Baseggio e Italo Alfaro, trasmessa l'11 dicembre 1964.
- La serva amorosa di Carlo Goldoni, regia di Cesco Baseggio e Italo Alfaro, trasmessa il 18 settembre 1964.
- Il papa sarto di Giuseppe Maffioli, regia di Cesco Baseggio e Italo Alfaro, trasmessa il 19 luglio 1964.
- Il burbero benefico di Carlo Goldoni, regia di Italo Alfaro, trasmessa il 19 agosto 1965.
- El prete rosso di Giuseppe Maffioli, regia di Cesco Baseggio e Italo Alfaro, trasmessa l 27 agosto 1965.
- Il nostro prossimo di Alfredo Testoni, regia di Carlo Lodovici, trasmessa il 20 maggio 1966.
- Tramonto, regia di Cesco Baseggio e Italo Alfaro, trasmessa il 21 gennaio 1966.
- La putta onorata di Carlo Goldoni, regia di Carlo Lodovici, trasmessa il 21 marzo 1968.
- Sior Todero brontolon di Carlo Goldoni, regia di Carlo Lodovici, trasmessa il 17 giugno 1969.
- Gl'innamorati di Carlo Goldoni, regia di Carlo Lodovici, trasmessa il 4 novembre 1969.
- La buona madre di Carlo Goldoni, regia di Carlo Lodovici, trasmessa il 17 novembre 1972.
- Non è facile uccidere di Arthur Watkyn, regia di Carlo Lodovici, trasmessa il 7 marzo 1975.
- L'arte della commedia, testo e regia di Eduardo De Filippo, trasmessa il 9 gennaio 1976.

## Doppiaggio

### Cinema
- Harrison Ford in American Graffiti[21]
- Casper de Vries in Il mio genio, African Dundee
- Jack Gilpin in Qualcosa di travolgente
- Hugh Burden in Volo senza ritorno (ridoppiaggio)

### Film d'animazione
- Greasy la faina, Gatto Silvestro e Bugs Bunny in Chi ha incastrato Roger Rabbit
- Asterix in Asterix contro Cesare, Asterix e la pozione magica

### Serie animate
- Rocky J. Squirrel in Rocky e Bullwinkle
- personaggi vari ne Gli antenati / I Flintstones
- Felix in Il gatto Felix (1ª parte)
- Luca Tortuga in Luca Tortuga
- Topo Ignazio in Krazy Kat (2ª parte degli episodi)
- So-So in Pippopotamo e So-So
- Shaggy Rogers (1ª voce) in Scooby-Doo
- Jerry in Jerry Lewis Show
- Grillo ne Le nuove avventure di Pinocchio
- Kermit la Rana in Muppet Show (1° doppiaggio)
- Banta Cohe in Atlas Ufo Robot
- Crazylegs Crane Jr. in Crazylegs Crane
- Fan Li in Gaiking, il robot guerriero (epp. 1-26)
- Tomas in Candy Candy
- Takomaru, professore in Muteking
- Ing. Sasaki in Grand Prix e il campionissimo
- Tetsu Imugashi (1ª voce) in Koseidon
- Balai in UFO Diapolon - Guerriero spaziale
- Hokiba in Lalabel
- Gnomo in Nils Holgersson[22]
- Kabutomaru in Robottino
- Dimas in Jacky, l'orso del monte Tallac
- Dott. Sane in Star Blazers (3ª stagione)
- Blinky in Pac-Man
- Toc-Toc e Sharpy in The Bluffers
- Fuzz in BraveStarr

### Telefilm
- John Pleshette in California[23]
- Roger Rowland in Special Branch[24]
- William Daniels in Freebie e Bean

### Programmi televisivi
- Bugs Bunny in  Bunny e le uova pasquali, Bugs Bunny e la festa di Halloween, Un coniglio del Connecticut alla corte di Re Artù, Bugs Bunny e il giorno di san Valentino, Bugs Bunny: Le pazze storie di Natale, I nostri eroi alla riscossa